# 賈森峰
賈森峰（英語：Jason Peak）是南極洲的山峰，位於南喬治亞群島，處於賈森港以西1.6公里，海拔高度675米，在1929年由英國的海軍繪入地圖，由英國海外領土管轄。